# .fj
.fj (Fiji) é o código TLD (ccTLD) na Internet para a Fiji.